# 大泉 (印第安納州)
大泉（英語：Big Springs）是位於美國印地安納州布恩縣的一個非建制地區。該地的面積和人口皆未知。

## 地理
大泉的座標為40°04′13″N 86°15′38″W / 40.07028°N 86.26056°W，而該地的平均海拔高度為282米（即925英尺）。